# Hombre joven en la ventana
Hombre joven en la ventana  es un cuadro del pintor francés Gustave Caillebotte, pintado en 1875, al óleo sobre lienzo, de 116,2 x 80,9 centímetros. Muestra al hermano de Caillebotte, René, mirando desde un balcón el nuevo París de Hausmann, pintado en su típica variedad realista del impresionismo. La obra se encuentra en la colección del Museo J. Paul Getty de Los Ángeles, que la describe como "una obra maestra del realismo urbano moderno del siglo XIX".

## Contexto
En 1853, después de dos epidemias de cólera, Napoleón III encargó al barón Haussmann, prefecto del departamento del Sena, que reconstruyera por completo el centro de la ciudad de París, todavía en gran parte medieval, con sus calles estrechas e innumerables callejones, en una ciudad moderna. Tenía que haber calles anchas y rectas y bulevares y edificios monumentales de cuatro o cinco pisos, con habitaciones amplias, agua corriente, y balcones con balaustradas en el primer piso. La simetría y la uniformidad se dieron como requisitos arquitectónicos. En términos de ambición, era un proyecto sin precedentes y, por lo tanto, Hausmann lo abordó a lo grande. Con base en una serie de cambios en la ley, innumerables inmuebles y casas fueron expropiados y reemplazados por los nuevos edificios. En 1870 la gran obra, completada con un sistema de alcantarillado y fuentes públicas, podía considerarse en gran parte concluida.
Caillebotte debe mucho materialmente al inmenso proyecto de innovación de Hausmann. Su padre hizo una gran fortuna durante este período a través de la especulación de la tierra y las inversiones en los nuevos edificios, en base a lo cual Gustave no tuvo que preocuparse por asuntos financieros por el resto de su vida. Al mismo tiempo, el pintor también fue un gran admirador de la decisión de Hausmann y, en última instancia, también del resultado. Como la mayoría de sus compañeros impresionistas, elogió la modernidad de la nueva ciudad y la vio como un símbolo optimista de un futuro mejor. En varias pinturas capturó la nueva ciudad en su flamante gloria y belleza clásicas, como una especie de nueva metrópolis. El ejemplo más famoso es Calle de Paris, tiempo lluvioso, pero su veneración por la nueva ciudad elegante también es claramente visible en Hombre joven en la ventana y varias otras obras.

## Descripción
La obra muestra la vista desde el apartamento familiar de los Caillebotte en el segundo piso de la Rue Miromesnil y en la esquina de la Rue de Lisbonne. El joven en la ventana es el hermano menor de Caillebotte, René, quien morirá repentinamente ese mismo año. En el fondo se ve el entonces reciente Boulevard Malesherbes.
Es la primera vez que Caillebotte realiza un paisaje urbano en el que también está presente un espectador. Intenta conectar el interior y el mundo exterior, dando al aspecto fresco de la nueva ciudad una fuerte carga emocional. El aspecto anecdótico es de gran importancia aquí. El espectador puede inventar su propia historia. El joven, vestido con ropa informal, visto de espaldas, está solo, brillando en sus pensamientos, observando desde la ventana abierta de par en par el paisaje urbano casi desierto con solo algunos transeúntes y carruajes. El verdor de los árboles sugiere un día de primavera. Una dama cruza por la calle. ¿El hombre está mirando a la mujer que camina sola? ¿Él la conoce? ¿Qué hará después? No se ve la expresión facial del hombre. El potencial de interpretación es infinito y dota al cuadro de una especial profundidad simbólica.
Caillebotte elabora su motivo de manera realista, principalmente con la intención de mostrar cómo la luz y la sombra se relacionan en un gran contraste, en este caso cuando la luz entra desde el exterior. La balaustrada ante la que el hombre se para con las manos en los bolsillos y las piernas separadas divide el cuadro en dos ambientes: el interior privado oscuro, que expresa algo de soledad y tristeza, y el luminoso mundo exterior público, que expresa optimismo y alegría. Este contraste dota a la obra de una notable tensión compositiva.

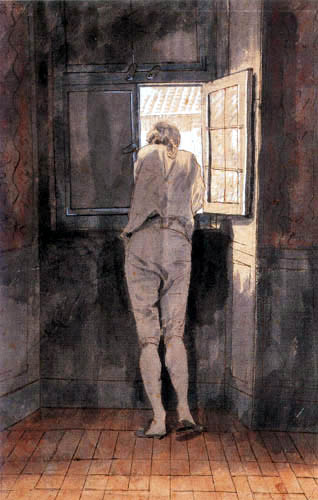
Goethe en la ventana, de Tischbein, 1787.

En cuanto a la composición, también llama la atención la perspectiva, con la profundidad al fondo, pintada directamente a través de la ventana. Al mismo tiempo, el hombre como una silueta oscura también llama la atención. Esto último a veces se asocia con el estilo de Edouard Manet. Se refleja en los cristales de la hoja derecha de la ventana, que se abre hacia dentro. Poco se aprecia de la habitación en sí: además de una rica alfombra en tonos rojos y azules, solo hay una lujosa silla tapizada frente a la ventana, cuya ubicación detrás de René da la impresión de que acaba de levantarse para mirar en la calle. Muestra una instantánea, como casi todas las obras de Caillebotte. Sin embargo, los críticos sintieron que no encajaba bien en el medio impresionista. Pensaron que era demasiado realista. Caillebotte exhibió Hombre joven en la ventana junto con otras cinco obras en la Segunda Gran Exposición Impresionista en 1876, y Émile Zola escribió posteriormente en una reseña: "la obra es clara como el cristal pero de una precisión fotográfica que muestra poca creatividad y carece de su talento". Llamó al trabajo "anti-artístico".

## Figura en la ventana
El historiador de arte Kirk Varnedoe señala que el tema de una figura vista de espaldas asomándose por la ventana tiene múltiples precedentes en el romanticismo alemán. Ejemplos notables incluyen Mujer en la ventana (1822) de Caspar David Friedrich, Goethe en la ventana (1787) de Johann Heinrich Wilhelm Tischbein y Temprano por la mañana (1857-1860) de Moritz von Schwind.
Varnedoe señala el encanto natural de este tipo de trabajo, que automáticamente plantea la pregunta de qué está mirando la persona retratada. Sin embargo, Caillebotte le da a su imagen un efecto innovador al no ubicar la figura completamente en el centro de la pintura, sino un poco hacia la derecha y desde un punto de vista ligeramente elevado. Al hacerlo, no solo brinda una vista más amplia del panorama, sino que también enfatiza las diagonales de perspectiva del fondo, lo que a su vez refuerza el dominio de la figura en primer plano. Según Vernedoe, esta conexión covalente de la cara interna y externa que contrastan simultáneamente es única en su tipo y subraya la maestría de Caillebotte.

## Procedencia
Caillebotte regaló el cuadro a su abogado Albert Courtier, que vivía en Meaux. Sus herederos lo vendieron al marchante de arte parisino Jean Metthey hacia 1945. En 1951 la sucursal en Nueva York del comerciante de arte Wildenstein &  Compagny la adquirió y la mantuvo en su poder varias décadas. En 1995 la compró el coleccionista de arte de Texas Edwin L. Cox. A su muerte en 2020 sus herederos la pusieron en subasta en Christie's en Nueva York. La pintura fue adquirida por el precio récord para una obra de Caillebotte de 53,030.000 de dólares por el Museo J. Paul Getty de Los Ángeles.